# 1951年バレーボール女子欧州選手権
1951年バレーボール女子欧州選手権は、1951年9月15日から9月23日にかけてフランスのパリで開催された、欧州バレーボール連盟主催の第3回バレーボール欧州選手権女子大会。出場国は6カ国。ソビエト連邦が3大会連続3回目の優勝を飾った。

## 出場国
- フランス
- イタリア
- オランダ
- ポーランド
- ユーゴスラビア
- ソビエト連邦

## 最終結果
| 1951年女子欧州選手権優勝国      |
| ------------------------------- |
| · ソビエト連邦 · 3大会連続3回目 |

| 順位 | 国             |
| ---- | -------------- |
| 1    | ソビエト連邦   |
| 2    | ポーランド     |
| 3    | ユーゴスラビア |
| 4    | フランス       |
| 5    | オランダ       |
| 6    | イタリア       |